# Ареопагитика
«Ареопагитика: Речь о свободе печати от цензуры, обращенная к парламенту Англии» — полемический трактат Джона Мильтона, направленный против цензуры. «Ареопагитика» считается одной из наиболее влиятельных и проникновенных философских речей в защиту свободы слова и печати.
Опубликованная 23 ноября 1644 года, в самый разгар гражданской войны в Англии, Ареопагитика заимствует название у речи афинского оратора Исократа, написанной в V веке до н. э. Подобно Исократу, Мильтон не намеревался обращаться к заседающим лично, оформив текст в виде памфлета, сам выход которого нарушал опровергаемый поэтом запрет на неподцензурную публикацию.
Будучи сторонником парламента, Мильтон обрушился с жесткой критикой на принятое депутатами постановление 1643 года о предварительной цензуре публикаций, отмечая, что подобных порядков не было ни в классической Греции, ни в Древнем Риме. Текст трактата полон отсылок к античным и библейским источникам, подкрепляющим аргументы английского поэта, ранее уже пострадавшего от цензуры при попытках опубликовать несколько трактатов в защиту разводов.